# Henry Brandon, Baron Brandon of Oakbrook
Henry Vivian Brandon, Baron Brandon of Oakbrook PC, MC (* 3. Juni 1920; † 24. März 1999 in Stratton, Cornwall) war ein britischer Richter und von 1981 bis zu seinem Tod 1999 als Life Peer Mitglied des House of Lords.

## Leben und Karriere
Brandon wurde im Juni 1920 als Sohn von Captain Vivian Ronald Brandon CBE RN, aus Kensington, London und dessen Ehefrau Joan Elizabeth Maud Simpson geboren. Er studierte am Winchester College und diente nach seinem Studium als Offizier in der britischen Armee bei der Royal Artillery von 1939 bis 1945, wo er mit dem Military Cross ausgezeichnet wurde. 
Seine Tätigkeit übte er als zugelassener Rechtsanwalt an der Admiralty Division aus. 1946 wurde er von der Anwaltskammer Inner Temple als Barrister-at-law zugelassen. Von 1951 bis 1953 gehörte er dem Bar Council an. 1961 wurde er Kronanwalt. Von 1961 bis 1966 war er Mitglied der Gruppe von Schiedsrichtern bei Lloyd’s in Bergungsfällen. Von 1963 bis 1966 gehörte er der Gruppe der Wreck Commissioners an.
Bei seiner Ernennung zum Richter des High Court of Justice wurde er als Knight Bachelor („Sir“) geadelt.
Von 1966 bis 1971 war er bei der Probate Admiralty and Divorce Division und von 1971 bis 1978 bei der Family Division and Admiralty Court. Er war von 1977 bis 1978 Richter des Handelsgerichts. Brandon wurde 1978 Mitglied des Privy Council und war zwischen 1978 und 1981 der jüngste Lord Justice of Appeal des 20. Jahrhunderts.

## Mitgliedschaft im House of Lords
Am 24. September 1981 wurde er zum Lord of Appeal in Ordinary und zugleich als Baron Brandon of Oakbrook, of Hammersmith in Greater London, zum Life Peer ernannt. Er gehörte somit dem House of Lords an. Im Hansard sind keine Parlamentsreden von ihm verzeichnet. 1991 trat er als Lord of Appeal zurück.

## Familie und Tod
Brandon heiratete am 28. Dezember 1955 Jeanette Rosemary Janvrin, die erste Tochter von Julian Vivian Breeze Janvrin. Sie hatten vier Kinder. Henry Brandon starb im März 1999 im Alter von 78 Jahren.